# 1,1,2,2-Тетрахлорэтан
1,1,2,2-Тетрахлорэтан, также симм-тетрахлорэтан — хлорорганическое соединение, один из двух возможных изомеров тетрахлорэтана, является одним из промежуточных продуктов хлорирования этана. Высокотоксичен.

## Получение
Получают симм-тетрахлорэтан непосредственным хлорированием ацетилена в жидкой фазе в присутствии катализаторов либо при взаимодействии хлорирующих агентов (NOCl, PCl5 SbCl5) в жидкой или газовой фазах:
{\displaystyle \mathrm {C_{2}H_{2}+Cl_{2}{\xrightarrow[{}]{FeCl_{3}}}C_{2}H_{2}Cl_{2}} }
{\displaystyle \mathrm {C_{2}H_{2}Cl_{2}+Cl_{2}\rightarrow C_{2}H_{2}Cl_{4}} }
{\displaystyle \mathrm {C_{2}H_{2}+4NOCl\rightarrow CHCl_{2}-CHCl_{2}+4NO} }
Гидрохлорирование трихлорэтилена в присутствии катализатора (является лабораторным способом получения):
{\displaystyle \mathrm {CHCl=CCl_{2}+HCl{\xrightarrow[{}]{AlCl_{3}}}CHCl_{2}-CHCl_{2}} }.

## Физико-химические свойства
Представляет собой бесцветную или слегка желтоватую тяжёлую жидкость со специфическим запахом хлороформа (в чистом виде имеет сладковатый запах), технический продукт — от бесцветного до коричневатого цвета с резким запахом, напоминающий запах хлора. Очень плохо растворим в воде, хорошо в органических растворителях: бензоле, гексане, хлороформе, этиловом спирте, диэтиловом эфире. Имеет довольно высокое значение температуры кипения 146,7° С и низкую температуру плавления −43 °С.

## Применение
Используется в качестве хладагента (под обозначением R-130), растворителя (в США из-за токсичности в настоящее время не применяется), для производства трихлорэтилена, тетрахлорэтилена и 1,2-дихлорэтилена.

## Безопасность
Довольно токсичен. Проявляет наркотические свойства, поражает печень (гепатотоксичен). Хорошо всасывается через кожу.
1,1,2,2-Тетрахлорэтан является трудногорючим и невзрывоопасным продуктом. ПДК в рабочей зоне составляет 5 мг/м3.